# قسطنطين هويغنس الابن
قسطنطين هويغنس الابن (بالهولندية: Constantijn Huygens jr.)‏ (و. 1628 – 1697 م) هو عالم فلك من هولندا. ولد في لاهاي وتوفي فيها عن عمر يناهز 69 عاماً.

## التعليم
تعلم في جامعة ليدن.